# N/A
Pour les articles homonymes, voir NA.
N/A ou n/a est une abréviation de locutions en anglais utilisée dans des tableaux de données statistiques, par conséquent généralement employée dans le langage informatique et prenant les significations suivantes :
- Non applicable (not applicable) : quand deux éléments ou plus ne sont pas compatibles entre eux, le résultat est dit « non applicable ». Par exemple, pour les tableaux de résultats en sport où toutes les équipes sont en colonne et en ligne, certaines cases vont montrer une équipe contre elle-même et celles-ci seront marquées avec un symbole ou avec N/A ;
- Non disponible (not available) : quand il n'existe pas de données de manière permanente ou temporaire (données manquantes) ;
- Aucune réponse (no answer) : se réfère à quelque chose qui n'est pas connu ou qui n'a pas de réponse disponible.

Les équivalents français sont selon l'Office québécois de la langue française « ND » (ou « nd »), qui signifie « Non disponible » ou selon le Larousse « NC » (ou « n.c. »), « Non communiqué » ou « Non connu ». Une abréviation approchante est également « s/o » ou « s.o. », qui signifie « sans objet »,.